# Isabel Blanco
Isabel Blanco (ur. 10 maja 1979 w Bergen) – norweska piłkarka ręczna, reprezentantka kraju, grająca na pozycji obrotowej. Obecnie występuje w norweskim Larvik HK.
Dwukrotna mistrzyni Europy z 2004 oraz 2008 r.

## Sukcesy

### reprezentacyjne
- mistrzostwo Europy  2004, 2008

### klubowe
- mistrzostwo Danii  (2011)
- puchar Danii  (2001)
- puchar EHF  (2002, 2011)
- mistrzostwo Norwegii  (2012, 2013, 2014, 2015)
- puchar Norwegii  (2012, 2013, 2014, 2015)
- finalistka Ligi Mistrzyń  (2013), (2015)